# 久万高原駅

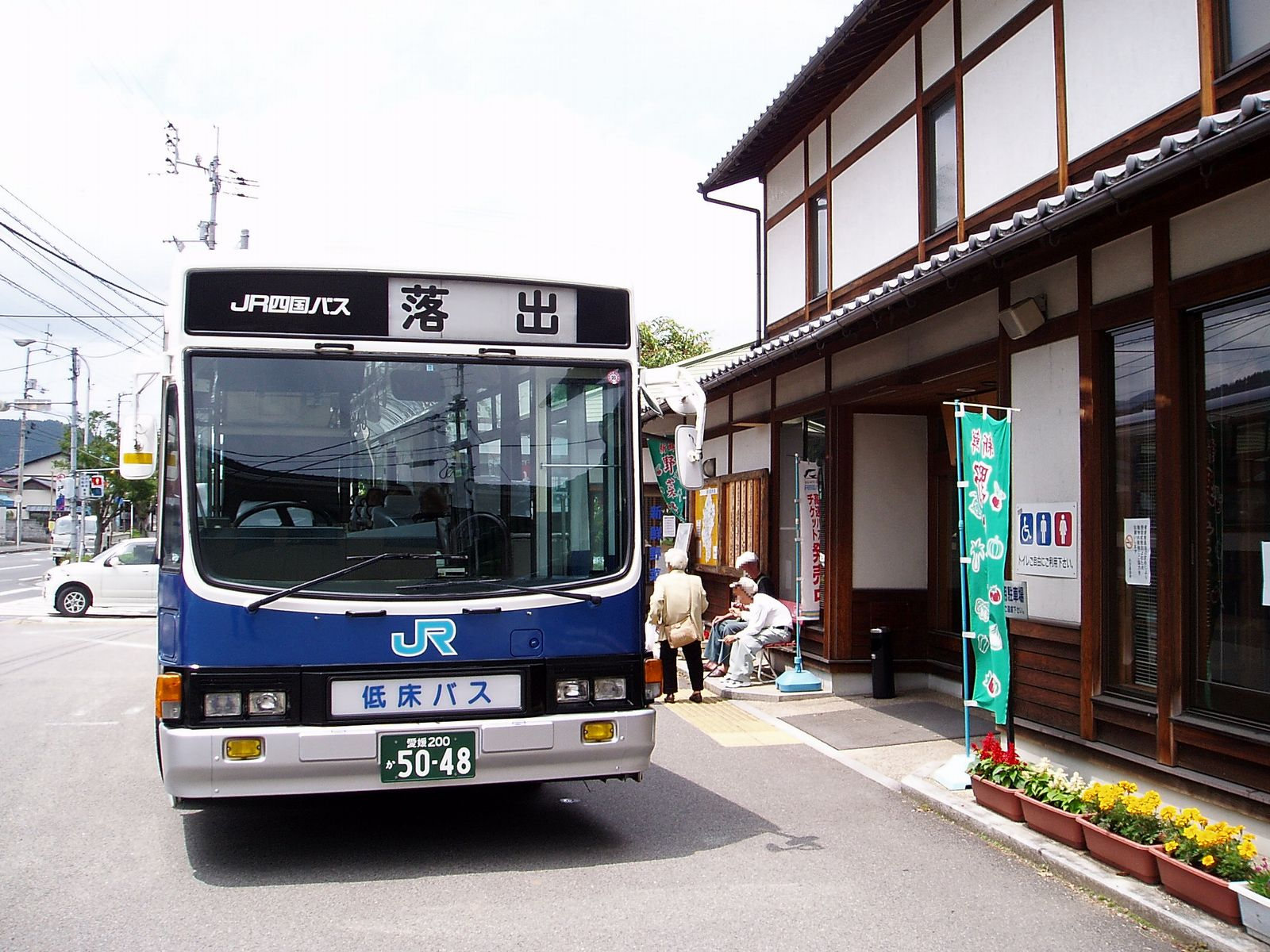
久万高原駅に停車中の松山高知急行線

久万高原駅（くまこうげんえき）とは、愛媛県上浮穴郡久万高原町にある、ジェイアール四国バス久万高原線のバス停留所（自動車駅）。

## 概要
国鉄バスの自動車駅として開設。2002年（平成14年）まで運行された急行バス「なんごく号」も停車し、休憩時間を取っていた。駅舎は1994年に改築されたヒノキ造り2階建てで、総工費1億2千万円全額を地元自治体が負担した。
久万高原～落出間は2017年4月1日にジェイアール四国バスとしては廃止。同日より久万高原町営バス「久万落出線」として運行。

## 駅周辺
- 国道33号

## 沿革
- 1934年（昭和9年）3月24日 - 省営自動車予土線松山～久万駅間が開業に伴い、駅開業。
- 1935年（昭和10年）7月21日 - 省営自動車予土線久万～落出駅間が開業。
- 1947年（昭和22年）9月1日 - 国営自動車路線名称の改正により、予土北線の駅となる。
- 1949年（昭和24年）4月1日 - 荷物扱いを開始[3]。
- 1950年（昭和25年）7月15日 - 松山～佐川間急行便設定。
- 1967年（昭和42年）8月1日 - 路線名称改正により、松山高知急行本線の駅となる。
- 1985年（昭和60年）3月14日 - 荷物扱いを廃止。
- 1987年（昭和62年）4月1日 - 国鉄分割民営化により、四国旅客鉄道自動車事業部に継承される。
- 1993年（平成5年）10月 - 新駅舎着工。
- 1994年（平成6年）4月22日 - 新駅舎が完成し、久万駅から久万高原駅に改称[4]。
- 2004年（平成16年）4月1日 - 四国旅客鉄道自動車事業部から子会社のジェイアール四国バスへ路線移管。
- 時期不明 - 無人駅化。
- 時期不明 - 路線名改称により、久万高原線の駅となる。
- 2017年（平成29年）4月1日 - 久万高原～落出間はジェイアール四国バスとしては廃止し、久万高原町営バス久万落出線で代替営業を開始。

## 停車路線
- ジェイアール四国バス久万高原線（松山方面）
- 久万高原町営バス久万落出線（落出方面）